# Живот пред очима
Живот пред очима (енгл. The Life Before Her Eyes) амерички је трилер из 2007. године у режији Вадима Перељмана. Сценарио је прилагодио Емил Стерн из истоименог романа Лоре Касишке. Главне улоге тумаче Ума Терман и Еван Рејчел Вуд. Врти се око осећаја кривице преживеле ученице из догађаја налик масакру у Колумбајну који се догодио 15 година раније, због чега се њен садашњи идилични живот распада.

## Радња
Дајана, жена из предграђа, анализира свој наизглед савршени живот, а и свој здрав разум на петнаесту годишњицу трагичне пуцњаве у средњој школи. Враћајући се у прошлост, Дајана је живахна тинејџерка која се са својом стидљивом најбољом другарицом Морин бави типичним тинејџерским активностима: бежи са часова, машта о дечацима и заклиње се да ће напустити успавано предграђе чим јој се укаже прилика.
Старију Дајану међутим прогони све напетији однос с Морин како се приближава дан пуцњаве у школи. Те успомене прекидају идилични живот који води са својим мужем професором Полом и њиховом ћерком Емом. Док се живот старије Дајане расплиће, млађа Дајана се приближава том фаталном дану, а велика загонетка полако се разрешава.

## Улоге
| Глумац            | Улога              |
| ----------------- | ------------------ |
| Ума Терман        | Дајана Макфи       |
| Еван Рејчел Вуд   | млада Дајана Макфи |
| Ева Амури         | Морин              |
| Брет Кален        | Пол Макфи          |
| Габријела Бренан  | Ема Макфи          |
| Адам Чанлер Берат | Рајан Хасвип       |
| Оскар Ајзак       | Маркус             |
| Меги Лејси        | Аманда             |
| Натали Полдинг    | млада Аманда       |
| Џул Донохју       | Мајка              |
| Танер Коен        | Нејт Вит           |
| Лин Коен          | Беатрис            |
| Џон Магаро        | Мајкл Патрик       |
| Моли Прајс        | Дајанина мајка     |
| Изабел Китинг     | Моринина мајка     |
| Мајк Слејтер      | млади Том          |